# Litaniae de venerabili altaris Sacramento K 125
Le Litaniae de venerabili altaris Sacramento K. 125 sono una composizione sacra di Wolfgang Amadeus Mozart per soli, coro e orchestra scritta a Salisburgo nel 1772.

## Organico
Coro: SATB; solisti: soprano, contralto, tenore, basso. Orchestra composta da: due flauti, due oboi, due corni (in Fa), due trombe (in Si bemolle), tre tromboni (colla parte), timpani, archi, basso continuo (organo)